# Vojska odrešitve
Vojska odrešitve (angleško Salvation Army) je vojaško organizirano krščansko združenje, ki ga je ustanovil William Booth .
Vojsko odrešitve je leta 1878 ustanovil pridigar William Booth. Sedež Vojske odrešitve, ki trenutno pomaga revnim v 76 državah sveta, je na št. 101 v ulici Kraljice Viktorije v Londonu. Njen vrhovni poglavar je general. V vojski lahko sodelujejo tudi ženske. Člani Vojske odrešitve ne smejo uživati alkohola, kaditi, kockati in razširjati pornografije. Njeni pripadniki zavzeto delujejo po velemestih (domovih za alkoholike, brezdomce), oznanjajo evangelij po ulicah in gostiščih ter pozivajo k pokori, spreobrnjenju in odrešenju. Dostojanstvenice in dostojanstveniki Vojske odrešitve so enakopravni.